# Yūji Kishioku
Yūji Kishioku (jap. 岸奥 裕二 Kishioku Yūji; ur. 2 kwietnia 1954) – japoński piłkarz, reprezentant kraju.

## Kariera klubowa
Jako piłkarz grał w klubie Nippon Steel.

## Kariera reprezentacyjna
W reprezentacji Japonii zadebiutował w 1979. W reprezentacji Japonii występował w latach 1979–1980. W sumie w reprezentacji wystąpił w 10 spotkaniach.

## Statystyki
| Reprezentacja Japonii | Reprezentacja Japonii | Reprezentacja Japonii |
| Rok                   | Mecze                 | Gole                  |
| --------------------- | --------------------- | --------------------- |
| 1979                  | 5                     | 0                     |
| 1980                  | 5                     | 2                     |
| Razem                 | 10                    | 2                     |